# Alfred Agyenta
Alfred Agyenta (ur. 20 stycznia 1959 w Wiagha) – ghański duchowny katolicki, biskup Navrongo–Bolgatanga od 2011.

## Życiorys

### Prezbiterat
Święcenia kapłańskie przyjął 6 sierpnia 1988 i został inkardynowany do diecezji Navrongo–Bolgatanga. Studiował we Włoszech i w Belgii. Był m.in. wikariuszem w Navrongo oraz wykładowcą seminarium w Tamale.

### Episkopat
5 kwietnia 2011 papież Benedykt XVI mianował go biskupem ordynariuszem Navrongo–Bolgatanga. Sakry biskupiej udzielił mu 29 czerwca 2011 nuncjusz apostolski w Ghanie – arcybiskup Léon Kalenga Badikebele.